# 메리 카펜터

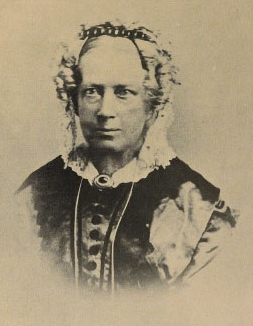

메리 카펜터(Mary Carpenter, 1807년 4월 3일 ~ 1877년 6월 14일)는 잉글랜드의 교육자이자 사회 개혁가이다. 유니테리언 목회자의 딸로 태어난 그녀는 래기드 스쿨과 소년원을 설립해 브리스틀에 있는 가난한 아이들과 범죄를 저지른 소년들에게 이전에는 불가능했던 교육 기회를 제공했다.
여러 글과 저서를 남겼으며, 로비를 통해 19세기 중반의 몇몇 교육 운동의 흐름을 도왔다. 런던 통계 협회에 논문이 게재된 첫 여성이기도 하다. 많은 회의와 미팅에서 연설을 했고, 당대에는 일류 대중 연설가로 유명했다. 노예 제도 폐지 운동에도 참여했다. 또한 그녀는 인도에 방문해 학교와 교도소를 둘러보고, 여성 교육 향상을 위해 노력했으며, 소년원을 설립하고 교도소 상태 개선을 위해 노력했다. 몇 년 후에는 유럽과 미국으로 건너가 형법 및 교육 개혁 운동을 전개했다.
생애 말기에는 여성 참정권을 공개적으로 지지했으며, 고등 교육으로의 여성의 고등 교육 접근을 위한 활동을 했다. 죽어서 브리스틀에 있는 아르노스 베일 묘지에 묻혔다.